# Raffa (film)
Raffa è un film documentario italiano del 2023 diretto da Daniele Luchetti per The Walt Disney Company Italia, basato sulla vita della soubrette, cantante, ballerina, attrice, conduttrice e autrice televisiva Raffaella Carrà.

## Trama
Il documentario è basato sulla vita di Raffaella Carrà, suddivisa in tre capitoli, descritti e raccontati da numerose testimoni, tra cui principalmente la scrittrice Caterina Rita, curatrice di biografie sulla vita dell'artista.
Con l'annuncio della morte della Carrà, avvenuta il 5 luglio 2021 nella propria abitazione a Roma per un tumore ai polmoni, vengono mostrate le notizie pubblicate da programmi televisivi e testate giornalistiche in Europa, America Latina e America del Nord. Le testimonianze dell'infanzia della Carrà presso il comune di Bellaria-Igea Marina, riportano alla luce il rapporto con la madre e l'abbandono del padre, attraverso la tata, parenti e amici. 
Dopo i primi tentativi di entrare nel mondo della danza accademica, avviene il trasferimento a Roma, dove Carrà studia presso il Centro sperimentale di cinematografia, conoscendo Marco Bellocchio. Qui viene notata da Frank Sinatra che la porta sul set di Il colonnello Von Ryan prodotto dalla 20th Century Studios a Hollywood. Le testimonianze riportano di come l'artista abbia volontariamente abbandonato la carriera hollywoodiana, tornando in Italia dove ricomincia la propria carriera dal piccolo schermo. Con l'ingresso in Rai, dove viene scelta come soubrette nei programmi televisivi, portando scalpore con Tuca tuca nel programma Canzonissima 1971, sino all'incontro nel 1979 tra Carrà e Gianni Boncompagni, divenuto compagno della cantante e autore delle celebri canzoni dell'artista. La scelta di interrompere i progetti italiani, visti i clamori e dissensi dei conservatori, portano l'artista in Spagna, dove viene descritta dai narratori come un'innovatrice dopo la caduta del regime franchista, dandole ampia visibilità anche in America Latina.
Il ritorno nei palinsesti italiani negli anni '80, in cui Carrà si confronta con i nuovi volti della televisione italiana in Fantastico, tra cui Heather Parisi, Loretta Goggi, Lorella Cuccarini, segnano un cambio nella conduzione, con la scelta di dedicarsi a programmi televisivi nel day-time con Pronto Raffaella? e Domenica in e il programma serale Buonasera Raffaella. Con la conoscenza del compagno Sergio Japino, ottiene successo con Carràmba! Che sorpresa.

## Produzione
Successivamente alla morte di Raffaella Carrà, l'8 novembre 2022 The Walt Disney Company Italia e Disney+ hanno annunciato l'inizio della realizzazione di una docu serie per omaggiare l'artista. La produzione del progetto è stata affidata a Fremantle.
 

La regia viene affidata a Daniele Luchetti, mentre la sceneggiatura a Cristiana Farina, con la partecipazione di Carlo Altinier, Barbara Boncompagni, Salvatore Coppolino e Salvo Guercio. In un comunicato stampa Luchetti ha parlato dell'importanza Carrà nella cultura italiana:
(Daniele Luchetti)
Il documentario raccoglie oltre 15000 filmati di archivio, la maggior parte provenienti dalla Rai, e numerose testimonianze di collaboratori e amici della Carrà, tra cui di Marco Bellocchio, Renzo Arbore, Giovanni Benincasa, Barbara Boncompagni, Loretta Goggi, Emanuele Crialese, Tiziano Ferro, Fiorello, Luca Sabatelli oltre che celebrità spagnole, tra cui Loles León. La pellicola vede inoltre la presenza di Caterina Rita, curatrice di alcune biografie sull'artista. 

## Promozione
Il trailer del docufilm è stato reso disponibile il 15 giugno 2023.

## Distribuzione
Il film è stato distribuito nelle sale cinematografiche italiane da Nexo Digital dal 6 al 12 luglio 2023. Il 27 dicembre seguente il film è entrato a far parte dei contenuti della piattaforma di streaming video Disney+, venendo proposto come miniserie di tre episodi di un'ora ciascuno, riprendendo la suddivisione dei tre momenti del film.

## Accoglienza
Il progetto è stato accolto in maniera perlopiù positiva dalla critica cinematografica italiana.
Lorenzo Ciofani della Rivista del cinematografo scrive che la regia è stata in grado di narrare la vita della Carrà in modo «stratificato e mai agiografico» e «senza eludere i traumi e i misteri». Il critico sottolinea che «Raffa abbraccia con coraggio un’ambizione romanzesca» descrivendo coerentemente «una pragmatica e disciplinata self-made woman che è anche un’antieroina romantica e malinconica», mostrando al pubblico anche le caratteristiche negative, in quanto «lasciate in piena luce dalla stessa Carrà, sapiente e marziale amministratrice di sé». Paola Jacobbi di Harper's Bazaar ha affermato che sebbene inizialmente temesse che «il film di Daniele Luchetti fosse solo una versione estesa di Techetechete'», nel prodotto finale «Luchetti e i suoi autori aprono uno spiraglio su una Raffa profondamente nevrotica, [...] che  nascondeva le sue fragilità dietro e dentro il lavoro, il perfezionismo, il brillio della ribalta».
Davide Turrini de Il Fatto Quotidiano afferma che Raffa «avvince e convince per il disegno vagamente inedito» della showgirl, in cui «la problematizzazione della carriera e della vita della diva a basculare in continuazione». Rolling Stone Italia riporta che si tratta di «un film ricchissimo, pieno di cose bellissime, ma che volutamente non scioglie l’enigma sull’icona della tv italiana», lasciando il prodotto finale «volutamente aperto, incompiuto» poiché «la stessa Carrà non si è rivelata, fino alla fine, neanche agli affetti più prossimi».
Paolo Scotti, recensendo il docufilm per Il Giornale, lo associa a «una faraonica full immersion nel mito Carrà» che si sviluppa intorno alla «dicotomia» tra «irripetibile Carrà nazionale» e «la volitiva ragazzina di Bellaria». Tuttavia il giornalista sottolinea che «Raffa pecca di compiacimento» con «l'inevitabile associazione Carrà-comunità gay, [...] e glissa sul fatto che la sua popolarità internazionale esplose nei Paesi di lingua spagnola».
Meno entusiasta Elisa Giudici di Rockol scrive che il docufilm «scivola nel celebrativo» e sia stato realizzato «sull’onda della commozione» dopo la scomparsa dell'artista, poiché «manca la mente, un mistero che non sa proprio risolvere e nemmeno scalfire» rispetto alla presenza scenica dell'artista. La giornalista riporta inoltre che la sceneggiatura «glissa sugli insuccessi», come il Festival di Sanremo 2001 e il relativo controverso atteggiamento di Fiorello, il quale non dà spiegazioni nell'intervento, oltre che le accuse per «i cachet stellari» percepiti in Rai e la scarsa cura della madre nel corso del ricovero ospedaliero e alla manipolazione e strumentalizzazione del suo corpo a fini di lucro da parte dei produttori televisivi, nonché compagni di vita, della Carrà.